# Prélude et fugue en fa mineur (BWV 881)
Le Clavier bien tempéré II
Pour un article plus général, voir Le Clavier bien tempéré.
Le prélude et fugue en fa mineur, BWV 881 est le douzième prélude et fugue extrait du second livre du Clavier bien tempéré de Jean-Sébastien Bach, compilé de 1739 à 1744.
Le prélude est une pièce « moderne » pleine d'expressivité et chargée d’Empfindsamkeit (« sensibilité ») du style d'Emanuel, qui évoque même un impromptu de Schubert. La fugue à trois voix, baigne dans une douce tristesse. Elle est citée intégralement par Reichart dans son Musikalisches Kunstmagazin (publié entre 1781 et 1792), pour illustrer le génie de Bach.

## Prélude
Le prélude, noté 
, est de forme AA — BB. La première section, se terminant sur le relatif majeur de la  majeur, comprend 28 mesures et la seconde 42.
Bach regarde ici vers le style galant de son fils Emanuel,. C'est l'embryon du schéma de la forme sonate avec son exposition, son développement et sa réexposition. Le style est ici, plus vertical qu'horizontal et évoque un impromptu de Schubert. Plusieurs idées se succèdent : un motif « élégiaque » en tierces et sixtes avec soupirs et appogiatures (antécédent, mesures 1–4) puis un autre en doubles-croches, alterné aux deux mains (conséquent, mesures 5–8). Plus loin (mesures 20–24 cf. Relations), une ondulation de double-croches en septièmes arpégées et ingénieux retards. 
Proportionnellement, la première section se décompose en 8, 12, 8 mesures. La seconde section est subdivisée en 28 mesures (12, 12, 4) de développement et 14 d'une réexposition abrégée (4, 2, 4, 4). Nous avons donc un rapport de 2:2:1.
La conception évoque une destination directe au clavecin plutôt qu'au clavicorde.
Certains manuscrits ajoutent des mordant sur les temps forts du motif en tierces.

## Fugue
La fugue à trois voix, est notée 
 et totalise 85 mesures. 
C'est cette fugue que cite intégralement Reichart dans son Musikalisches Kunstmagazin, pour illustrer le génie de Bach.
Le thème, décidé, est composé de deux parties biens tranchées : une tête dramatique, affirmant une chute de quinte et de septième, et la traîne en roulement de double-croches. La première note de chaque mesure (marqué de chiffres cerclés) étant la structure tonale (fa, mi, si , la ).

La fugue est composée dans une remarquable liberté, à partir des éléments issus de la tradition. Selon Tovey, « cela montre qu'il est possible pour une fugue de profiter de la vie sans stretti, contrepoint double, inversions, etc. » L'analyse musicale est plus que d'habitude superflue avec une telle pièce, parce qu'il y a peu de choses qui soit susceptible d'analyse.

Les voix énoncent Dux et Comes successivement du soprano à la basse (mesures 1, 4, 11).
Le divertissement (presque en forme de rondo) des mesures 17–24 est une contraction des deux parties du sujet, de même que la basse ; le même genre se présentent au mesures 33–40, 66–71 et 78–85.
Mesure 24, le sujet est présenté en la  majeur, puis revient deux fois à la tonique (mesures 40 et 50), puis à la quarte supérieure, mesure 71, pour enfin être mêlé au divertissement mesure 74 qui conclut la pièce. Cette fugue est sans contre-sujet réel et s'articule sur des marches harmoniques, avant les réapparitions du sujet. La fugue se termine par un point d'orgue, sur deux fa.

## Relations
Les mesures 9–11 de la fugue sont clairement une analogie à la progression des mesures 20–24 du prélude.

## Manuscrits
Parmi les sources et en l'absence de ce couple dans le manuscrit de la British Library Londres (Add. MS. 35 021), les deux principaux sont :
- source « B », Bibliothèque d'État de Berlin (P 430), copie datée de 1744, de Johann Christoph Altnikol[8] ;
- Le manuscrit de Johann Philipp Kirnberger, qui diverge notablement de celui d'Altnikol (Bibliothèque d'État de Berlin, Am.B.57) est plus ancien.

## Postérité
Théodore Dubois en a réalisé une version pour piano à quatre mains, publiée en 1914.
En vue de reconstituer la sonate pour flûte en la majeur BWV 1032, en sonate en trio, que Bach a abandonné, un ensemble de musique baroque composé de Michael Form (flûte à bec et reconstruction de la partition), Marie Rouquié (violon), Étienne Floutier (basse de viole) et Dirk Börner (clavecin) a utilisé le prélude en fa mineur pour en faire le mouvement lent de l'adaptation perdue. Le disque, intitulé Spéculation sur Bach, enregistré en juin 2017, est publié chez Pan Classics (PC 10384). Le prélude en sol mineur est également utilisé pour une autre œuvre.